# Sarcoglottis woodsonii
Sarcoglottis woodsonii là một loài thực vật có hoa trong họ Lan. Loài này được (L.O.Williams) Garay miêu tả khoa học đầu tiên năm 1980.